# Битва за Самаву (2003)
Битва за Самаву (30 марта — 4 апреля 2003) — попытка американских войск во время вторжения в Ирак захватив город . Ввиду бесперспективности лобовой атаки город был обойден в ходе наступления на Багдад, а задачу его «зачистки» получили американские десантники 2-й бригады 82-й воздушно-десантной дивизии при поддержке 1-41-го механизированного и 2-70-го бронетанкового батальонов 1-й бронетанковой дивизии.

## Предыстория
Штаб 3-й пехотной дивизии (механизированной) США, получившей приказ двигаться на север на Багдад, принял решение избегать затяжных боев в городских кварталах и миновать сильно укрепленные иракские города по пути к столице. Реку Евфрат американцы планировали пересечь непосредственно к югу от Багдада, у Кербелы.
Подойдя к Самаве 22 марта, части 3-й пехотной дивизии вступили в контакт с иракскими войсками, оборонявшими город. В ответ на авиаудар иракцы атаковали американские танковые колонны, но были отбиты. По заявлению США, иракцы потеряли в этой атаке 120—200 человек, американцы обошлись без потерь.
Основные части 3-й пехотной дивизии решили не вступать в бои, обошли Самаву и двинулись на Багдад, но нерегулярные силы, удерживавшие город, устроили нападения на американские линии снабжения. 25 марта 2-я бригада 82-й воздушно-десантной дивизии США получила приказ очистить Самаву, и 28 марта она была развернута на авиабазе Талиль в южной части Ирака.

## Ход сражения
29 марта 2003 года, после начала пыльной бури (ограничившей видимость и возможность применения тяжёлого вооружения) военнослужащие 1-го батальона 15-го пехотного полка 3-й пехотной дивизии были атакованы, бой принял ожесточённый характер: выстрелами из установленного на грузовике ПТРК «Корнет» были уничтожены два танка M1A1 и одна боевая машина пехоты «Брэдли».
2-я бригада 82-й воздушно-десантной дивизии достигла Самавы в 3 часа ночи 30 марта, ожидая обнаружить линии траншей на восточной окраине города. Вместо этого десантники обнаружили песчаный уступ, окружающий свалку, которая не была защищена силами противника. На рассвете американцы начали продвигаться к цементному заводу и попали под пулеметный и минометный огонь. Десантники, укрывшись за уступом, стали вести огонь по укрепившимся на заводе иракским войскам. Иракский снайпер выстрелом с верхней части дымовой трубы завода смог повредить ПТРК BGM-71 TOW и, не имея прикрытия минометов, американские войска были вынуждены прекратить движение и отступить к востоку. Была вызвана авиация, вертолёты Kiowa уничтожили вражеский миномёт и расчёт РПГ, а около 15:00 палубные бомбардировщики F/A-18 разбомбили склад, прилегающий к цементному заводу. Тем не менее, бои за завод стихли лишь в сумерках.
В ту же ночь части 1-го батальона 325-го пехотного полка 2-й бригады начали атаку на городской мост через Евфрат. Целью было привлечь внимание иракской Республиканской гвардии на другой стороне реки и помешать их нападению на тыл 3-й пехотной дивизии, а также разведать позиции противника для нанесения по ним авиаударов. В начале штурма штурмовик А-10 и расчеты 105-мм гаубиц обстреляли северный берег Евфрата. Далее в атаку пошёл 1-325-й батальон, захватив мосты и переправы через реку, а также создав плацдарма на северном берегу. Добившись своих целей, батальон отступил на рассвете. Во время операции иракский внедорожник попытался пересечь мост в направлении позиций американцев. После пулеметного обстрела автомобиль взорвался, превратившись в огненный шар. Впоследствии выяснилось, что он был загружен баллонами с пропаном и управлялся смертником.
Снайперы и разведывательные подразделения 2-й бригады 82-й воздушно-десантной дивизии в это время продвигались вдоль окраин Самавы. Благодаря их разведданным, американская артиллерия смогла подавить основные точки сопротивления в городе.
1 апреля 2003 в результате обстрела транспортного средства армии США из противотанкового гранатомёта был убит военнослужащий 1-го батальона 41-го пехотного полка 1-й бронетанковой дивизии, позднее было упомянуто о трёх раненых.
2 апреля 2003 года защитники города вели по наступавшим войскам США миномётный огонь, для подавления иракских миномётов военнослужащие 2-й бригады 82-й воздушно-десантной дивизии вели по ним огонь из 105-мм гаубиц M119.
В 19:00 2 апреля 1-й батальон 325-го пехотного полка 2-й бригады 82-й вдд начал наступление на цементный завод при поддержке летающих артбатарей Lockheed AC-130 и танков M1 Abrams. Завод был взят с хода, и в течение следующих двух дней части 2-й бригады зачистили остальную часть города. По штаб-квартире партии Баас был нанесен авиаудар, в здании больницы также находились иракские солдаты, но её решили не бомбить из-за присутствия гражданских лиц в здании. К 4 апреля сопротивление в городе было подавлено.